# James Rhodes (Marvel Cinematic Universe)
James Rupert "Rhodey" Rhodes è un personaggio immaginario interpretato originariamente da Terrence Howard e successivamente da Don Cheadle nel media franchise del Marvel Cinematic Universe (MCU), basato sull'omonimo personaggio di Marvel Comics. Inizialmente viene presentato come un ufficiale dell'aeronautica militare statunitense e migliore amico di Tony Stark. Abile pilota e tattico, viene coinvolto nelle imprese eroiche di Stark, ottenendo una delle armature di Iron Man e assumendo il nome in codice di War Machine, diventando in seguito anche l'Iron Patriot.
Rhodes viene reclutato negli Avengers e partecipa alla battaglia contro Ultron. Quando il gruppo si divide a causa degli Accordi di Sokovia, si schiera dalla parte di Stark. Durante il conflitto, viene accidentalmente ferito da Visione e rimane temporaneamente paralizzato dalla vita in giù. Quando Thanos invade la Terra, Rhodes si unisce nuovamente agli Avengers per difendere il pianeta e sopravvive al Blip. Continua a servire come Avenger e prende parte alla missione nel tempo per annullare le azioni di Thanos. Una volta ripristinate le vite di miliardi di persone, combatte nella battaglia finale e vittoriosa contro Thanos, nella quale Stark perde la vita.
In un momento successivo, una Skrull mutaforma di nome Raava prende il posto di Rhodes, imprigionandolo. Sfruttando la sua identità, Raava ottiene accesso al presidente degli Stati Uniti, finché non viene uccisa da Nick Fury e Rhodes viene liberato.
Rhodes è uno dei personaggi centrali dell'MCU, apparso in sette film fino al 2025. Compare anche nelle miniserie The Falcon and the Winter Soldier (2021) e Secret Invasion (2023), e sarà il protagonista del film Armor Wars, attualmente in produzione.
Una versione alternativa di Rhodes appare nella serie animata What If...? (2021), sempre doppiata da Don Cheadle, che interpreta anche la Skrull Raava sotto le sembianze di Rhodes in Secret Invasion.

## Versioni alternative

### L'inganno di Killmonger
In una linea temporale alternativa ambientata nel 2009, Rhodes viene incaricato di acquistare del vibranio dal contatto di Stark, Ulysses Klaue, per un esercito di droni da combattimento progettati da Stark insieme a Erik "Killmonger" Stevens. T'Challa tende un'imboscata durante la transazione, dopo essere stato avvisato da Klaue su indicazione di Killmonger, ma viene ucciso proprio da quest'ultimo. Killmonger uccide quindi anche Rhodes e fa ricadere la colpa su entrambi, inscenando che si siano eliminati a vicenda, con l'obiettivo di scatenare un conflitto tra gli Stati Uniti e il Wakanda.

## Accoglienza
Jacob Stalworthy, del The Independent, ha espresso un giudizio negativo sul personaggio, affermando che si trattasse di "un Iron Man privo di retroscena o umorismo". Al contrario, Jeremy Schneider di NJ.com si è mostrato più positivo sia nei confronti del personaggio sia dell’interpretazione di Don Cheadle, sottolineando in particolare come la paralisi di Rhodes in Captain America: Civil War rappresenti "uno dei momenti più toccanti dell’intero MCU".